# Marinetestgelände Njonoksa
Das Marinetestgelände Njonoksa (russisch «Государственный центральный морской полигон») ist ein militärisches Testgelände der Sowjetischen Marine, später der Russischen Marine der Streitkräfte Russlands am Weißmeer. Es befindet sich nördlich von Njonoksa und östlich der Siedlung Sopka (Сопка) in der Oblast Archangelsk, Russische Föderation, etwa 30 Kilometer westlich der Hafenstadt Sewerodwinsk.

## Geschichte
Das Gelände wurde 1954 eröffnet. Seit den 1960er Jahren wurden hier alle Raketen von der Sowjetischen Marine, darunter die ballistische Raketen R-29 und R-39 sowie Seezielflugkörper P-500 Basalt, P-700 Granit und andere, getestet.
2015 kam es zu einem Unfall mit einer Rakete. Teile schlugen in Njonoksa ein.
Am 8. August 2019 ereignete sich auf einer Raketenstartplattform der Nuklearunfall von Njonoksa mit mehreren Toten und Verletzten. Der Unfall wurde von Rosatom bestätigt. Das Unglück steht vermutlich mit den Arbeiten am Marschflugkörper Burewestnik in Verbindung. Freigesetzt wurden unter anderem radioaktive Strontium-, Barium- und Lanthan-Isotope. Mindestens fünf Mitarbeiter von Rosatom kamen ums Leben.